# Tour of Belize
Die Tour of Belize (auch M&M Engineering Tour of Belize) ist ein Straßenradrennen in Belize.
Das Etappenrennen wurde 2003 erstmals ausgerichtet und hatte nur regionale Bedeutung. 2008 wurde die Veranstaltung als Rennen der Kategorie 2.2 in den Kalender der UCI America Tour aufgenommen, womit es das erste von der UCI anerkannte Radrennen in der Geschichte Belizes ist. Rekordsieger sind mit zwei Erfolgen Marlon Castillo und der Sieger der ersten Austragung José Choto.

## Siegerliste
- 2003  José Choto
- 2004  Mateo Cruz
- 2005  José Choto (2)
- 2006  Marlon Castillo
- 2007  Marlon Castillo (2)
- 2008  Carlos Oyarzun
- 2009  Tanner Putt